# العلاقات التشيكية النيجيرية
العلاقات التشيكية النيجيرية هي العلاقات الثنائية التي تجمع بين التشيك ونيجيريا.

## مقارنة بين البلدين
هذه مقارنة عامة ومرجعية للدولتين:
| وجه المقارنة                                              | التشيك                                                                            | نيجيريا                     |
| --------------------------------------------------------- | --------------------------------------------------------------------------------- | --------------------------- |
| المساحة (كم2)                                             | 78.87 ألف                                                                         | 923.77 ألف                  |
| عدد السكان (نسمة)                                         | 10.52 مليون                                                                       | 190.89 مليون                |
| الكثافة السكانية (ن./كم²)                                 | 133.38                                                                            | 206.64                      |
| العاصمة                                                   | براغ                                                                              | أبوجا، لاغوس                |
| اللغة الرسمية                                             | اللغة التشيكية                                                                    | لغة إنجليزية، اللغة اليوربا |
| العملة                                                    | كرونة تشيكية، كرونة تشيكوسلوفاكية                                                 | نيرة نيجيرية                |
| الناتج المحلي الإجمالي (بليون دولار)                      | 215.73 مليار                                                                      | 375.77 مليار                |
| الناتج المحلي الإجمالي (تعادل القوة الشرائية) بليون دولار | 356.15 مليار                                                                      | 1.09 تريليون                |
| الناتج المحلي الإجمالي الاسمي للفرد دولار أمريكي          | 17.55 ألف                                                                         | 2.64 ألف                    |
| الناتج المحلي الإجمالي للفرد دولار أمريكي                 | 31.19 ألف                                                                         | 5.91 ألف                    |
| مؤشر التنمية البشرية                                      | 0.878                                                                             | 0.514                       |
| رمز المكالمات الدولي                                      | +420                                                                              | +234                        |
| رمز الإنترنت                                              | .cz                                                                               | .ng                         |
| المنطقة الزمنية                                           | ت ع م+01:00، ت ع م+02:00، توقيت وسط أوروبا، توقيت وسط أوروبا الصيفي، أوروبا/براغ ‏ | ت ع م+01:00                 |

## منظمات دولية مشتركة
يشترك البلدان في عضوية مجموعة من المنظمات الدولية، منها:
| علم المنظمة | اسم المنظمة                               | تاريخ انضمام التشيك | تاريخ انضمام نيجيريا |
| ----------- | ----------------------------------------- | ------------------- | -------------------- |
|             | مؤسسة التنمية الدولية                     | 1993                | 14 نوفمبر 1961       |
|             | يونسكو                                    | 22 فبراير 1993      | 14 نوفمبر 1960       |
|             | مؤسسة التمويل الدولية                     | 1993                | 30 مارس 1961         |
|             | منظمة حظر الأسلحة الكيميائية              | ?                   | ?                    |
|             | الأمم المتحدة                             | 19 يناير 1993       | 7 أكتوبر 1960        |
|             | الاتحاد الدولي للاتصالات                  | 1993                | 11 أبريل 1961        |
|             | منظمة الشرطة الجنائية الدولية             | ?                   | ?                    |
|             | البنك الدولي للإنشاء والتعمير             | 1993                | 30 مارس 1961         |
|             | الاتحاد البريدي العالمي                   | ?                   | ?                    |
|             | المركز الدولي لتسوية المنازعات الاستشارية | 22 أبريل 1993       | 14 أكتوبر 1966       |
|             | وكالة ضمان الاستثمار متعدد الأطراف        | 1993                | 12 أبريل 1988        |
|             | منظمة التجارة العالمية                    | ?                   | ?                    |
|             | الفريق المعني برصد الأرض                  | ?                   | ?                    |

## وصلات خارجية
- موقع وزارة الخارجية التشيكية
- موقع وزارة الخارجية النيجيرية